# 钦廉道
钦廉道，宣统三年（1911年）由廉钦道改称，更置钦廉军政府，治钦县(今广西壮族自治区钦州市)。时属广东省。辖钦县、防城、合浦、灵山四县。辖区约当今广西壮族自治区十万大山、钦江以南地区。

## 历史
民国初期，广东军政府成立以后，废除清朝的省、道、府、县四级建制，将地方行政统一划分为省县二级，在省与县之间分区设置11个绥靖处，绥靖处的长官称督办。钦州绥靖处，督办冯相荣。
钦廉道道尹：
1. 冯相荣 民国5年（1916年）7月任
2. 陆杏林 民国7年（1918年）3月任
3. 陈家兰 民国8年（1919年）5月任

民国9年（1920年）12月6日，广东省长兼粤军总司令陈炯明令裁撤各道尹，废除道制，设置善后督办处，兼管军事、行政。隶属于南区善后督办处。1923年善后督办处改为绥靖处。